# ビートルズ・フォー・セール
『ビートルズ・フォー・セール』（Beatles for Sale）は、イギリスにおいて1964年12月4日に発売されたビートルズの4作目のイギリス盤公式オリジナル・アルバムである。
ジョージ・マーティンによるプロデュースを受け、EMIパーロフォンから発売された。本作は、当時のジョン・レノンが自叙的な作詞に興味を示していたように、作詞者としてのレノン＝マッカートニーの進化した音楽性を示している。「アイム・ア・ルーザー」は、レノンがボブ・ディランの影響下にあることを初めて示した曲である。
アルバム・タイトルは訳すと「ビートルズ売り出し中」で、クリスマス商戦に引っ掛けたもの。
アメリカでは、『ビートルズ '65(Capitol)』と『ビートルズ VI』として初めて発売された。日本では1965年に『ビートルズ '65』という日本語題で発売した。

## 制作背景
社会現象としてのビートルマニアが絶頂期に達しようとしていた1964年、ビートルズが世界各地で人気テレビ番組に出演し、公演活動に勤しんだことで彼らのレコードに空前の需要が発生していた。6月から7月にかけてデンマーク、オランダ、香港、オーストラリアそしてニュージーランドを巡るツアーを行い、テレビ出演等のため一時帰国したビートルズは、8月にスウェーデン公演を終えると再び帰国し、新作アルバム『ビートルズ・フォー・セール』の制作を開始した。『プリーズ・プリーズ・ミー (アルバム)』から数えて21ヶ月目に制作された4作目のアルバムである。アルバム『ハード・デイズ・ナイト』の発売からちょうど1ヶ月経った8月11日にEMIレコーディング・スタジオで録音が始まったが、18日から始まる初のアメリカツアーのため作業は長らく中断した。帰国後の9月29日からスタジオに戻ったビートルズは、10月9日から開始されたイギリスツアーの中日に作業を進めた。時にビートルズはスタジオをクラシックの演奏家と分け合わなければなかった。作業の大半は9月29日からおおよそ3週間かけて行われ、録音は10月18日に完了した。アルバムが完成した11月4日まで、メンバーは数回のミキシングや編集作業に立ち会った。1ヶ月後の発売に向け、EMIはかつてビートルズの採用を拒んだデッカにレコード生産作業の一部を委託しなければならなかった。

## 選曲
いかに多作のレノン＝マッカートニー作曲チームでも、クリスマスに間に合うように、自分たちの新曲だけでアルバムを作ることはできず、アルバム用の数曲をカバー曲で補うこととなった。これは彼らの初期の2枚のアルバム『プリーズ・プリーズ・ミー』や『ウィズ・ザ・ビートルズ』と同じ構成であった。マッカートニーはライヴの中に新曲を入れたようなものだと思い返している。実際、3つのカヴァーは合計5回のテイクで録音されている。それは10月18日の1回のセッションでの事である。
アルバムに収録されたカバー曲には、メンバーが敬愛するチャック・ベリーの「ロック・アンド・ロール・ミュージック」とバディ・ホリーの「ワーズ・オブ・ラヴ」、そしてカール・パーキンスの2つの曲、ジョージ・ハリスンが歌った「みんないい娘」及びリンゴ・スターが歌った「ハニー・ドント」がある。「ハニー・ドント」はリヴァプールのバンドが一般に演奏する曲で、ビートルズもよく演奏しており、この曲のおかげで『ビートルズ・フォー・セール』においてリードボーカルを担当できたとスターは回想している。

## 発売
『ビートルズ・フォー・セール』はイギリスにおいて1964年12月4日に発売され、12月12日から46週にわたってチャートに入り、次の週に『ハード・デイズ・ナイト』とトップを交代した。7週後、トップからは落ちてしまったように見えたが、本アルバムは1965年2月27日に『ザ・ローリング・ストーンズ No.2』を退けてトップに1週間戻ってきた。まだアルバムのチャートの記録はすべてではない。1987年3月7日、最初の発売からほぼ23年後に本アルバムは2週間チャートに登場した。
1987年に初CD化されたアルバムはモノラル盤であり、ステレオ盤は2009年9月9日に初CD化された。それ以前は、アメリカ編集盤を収録した『ビートルズ'64 BOX』、『ビートルズ'65 BOX』に分散される形で全曲のステレオ・ヴァージョンが収録されていたが、一部の曲は英国盤とはミックスが異なっている。

### アメリカ盤
同時期にアメリカで発売された"Beatles '65"(Capitol)は、『ビートルズ・フォー・セール』から8曲を収録し、「カンサス・シティ/ヘイ・ヘイ・ヘイ・ヘイ」、「エイト・デイズ・ア・ウィーク」、「ホワット・ユー・アー・ドゥーイング」、「ワーズ・オブ・ラヴ」、「エヴリー・リトル・シング」、「パーティーはそのままに」が外された。一方、「アイル・ビー・バック」がイギリス盤の『ハード・デイズ・ナイト』から、シングルとして発売された「アイ・フィール・ファイン」、「シーズ・ア・ウーマン」が追加された。外された6曲はアメリカでは1965年に『ビートルズ VI』に収録された。"Beatles '65"(Capitol)は『ビートルズ・フォー・セール』が発売された11日後（クリスマス休暇の10日前）に発売され、1週間のみで100万枚を売りその年のアメリカにおける最速で売れたアルバムとなった。

### オーストラリア盤
LPはイギリス盤と全く同じ曲順で発売したにもかかわらず、EMIオーストラリアは自社規定に従ってジャケット写真を変更してリリースした。

### 日本版・カセット・テープ
1980年代まで、日本ではアルバムと同内容のカセットテープが発売されていたが、このアルバムのみカセット・テープはアメリカ盤の"Beatles '65"(Capitol)に準拠していた。これは、かつて『ビートルズ・フォー・セール』を日本国内で『ビートルズ '65』と称していたことの名残である。なお、ジャケット（パッケージ）写真は『ビートルズ・フォー・セール』のものが使用されていた。

## ジャケット・デザイン
過去のアルバム三作に比べ、『ビートルズ・フォー・セール』の少し暗く大人しい雰囲気を持つ曲はアルバム・カヴァーにも反映されている。このカヴァーは笑わずに憂いを帯びた表情のビートルズを秋のロンドン・ハイドパークで撮ったものである。マッカートニーは短いセッションでかなり良いカバーを作ったと回想しており「ジョージの髪型が小さいカブのようになっていて、素晴らしい」とも語っていた。アルバム・タイトルは左上に非常に小さく配置されている。
本作は見開きカヴァーを利用した最初のビートルズのアルバムになった。見開きカヴァーの内側はモンタージュ写真の前に立つビートルズの写真がある。
日本盤は発売当時は、写真は同じものが使われているが、アルバムのタイトル・ロゴがイギリス盤が左隅に黒で小さくあるのにたいして、日本盤はアルバムのほぼ中央に赤で大きく記載されていた。

## チャート
『ビートルズ・フォー・セール』は全英シングルチャートで最高位1位を獲得し、前作『ハード・デイズ・ナイト』を1位から降ろした。
1987年2月26日、本アルバムは『プリーズ・プリーズ・ミー』、『ウィズ・ザ・ビートルズ』、『ハード・デイズ・ナイト』の3作と共にCD化された。最初の発売からほぼ23年経って、アルバムはイギリスにおいて1987年に2週間で最高位45位を獲得した。以前は輸入盤でしか入手出来なかったアメリカにおいては1987年7月21日、アルバムは国内向けにLP盤とカセットでも発売された。アルバムは4トラックテープで録音されたにもかかわらず、CDとアメリカのLP盤とカセットはモノラルでのみのリリースであった。

## 収録曲
- 邦題の表記は、日本公式サイトに準拠[19]。
- 特記を除き、作詞作曲はレノン＝マッカートニーによるもの。

| #         | タイトル                                                                    | 作詞・作曲                                                    | リード・ボーカル                      | 時間  |
| --------- | --------------------------------------------------------------------------- | ------------------------------------------------------------- | ------------------------------------- | ----- |
| 1.        | 「ノー・リプライ」(No Reply)                                                |                                                               | ジョン・レノン                        | 2:15  |
| 2.        | 「アイム・ア・ルーザー」(I'm A Loser)                                       |                                                               | ジョン・レノン                        | 2:30  |
| 3.        | 「ベイビーズ・イン・ブラック」(Baby's In Black)                             |                                                               | ジョン・レノン ポール・マッカートニー | 2:04  |
| 4.        | 「ロック・アンド・ロール・ミュージック」(Rock And Roll Music)               | チャック・ベリー                                              | ジョン・レノン                        | 2:31  |
| 5.        | 「アイル・フォロー・ザ・サン」(I'll Follow The Sun)                         |                                                               | ポール・マッカートニー                | 1:49  |
| 6.        | 「ミスター・ムーンライト」(Mr. Moonlight)                                   | ロイ・リー・ジョンソン                                        | ジョン・レノン                        | 2:38  |
| 7.        | 「カンサス・シティ/ヘイ・ヘイ・ヘイ・ヘイ」(Kansas City/Hey, Hey, Hey, Hey) | ジェリー・リーバーとマイク・ストーラー/リチャード・ペニーマン | ポール・マッカートニー                | 2:38  |
| 合計時間: | 合計時間:                                                                   | 合計時間:                                                     | 合計時間:                             | 16:25 |

| #         | タイトル                                                    | 作詞・作曲         | リード・ボーカル                      | 時間  |
| --------- | ----------------------------------------------------------- | ------------------ | ------------------------------------- | ----- |
| 1.        | 「エイト・デイズ・ア・ウィーク」(Eight Days a Week)         |                    | ジョン・レノン ポール・マッカートニー | 2:43  |
| 2.        | 「ワーズ・オブ・ラヴ」(Words of Love)                       | バディ・ホリー     | ジョン・レノン ポール・マッカートニー | 2:04  |
| 3.        | 「ハニー・ドント」(Honey Don't)                             | カール・パーキンス | リンゴ・スター                        | 2:57  |
| 4.        | 「エヴリー・リトル・シング」(Every Little Thing)            |                    | ジョン・レノン ポール・マッカートニー | 2:04  |
| 5.        | 「パーティーはそのままに」(I Don't Want To Spoil the Party) |                    | ジョン・レノン ポール・マッカートニー | 2:33  |
| 6.        | 「ホワット・ユー・アー・ドゥーイング」(What You're Doing)   |                    | ポール・マッカートニー                | 2:30  |
| 7.        | 「みんないい娘」(Everybody's Trying To Be My Baby)          | カール・パーキンス | ジョージ・ハリスン                    | 2:26  |
| 合計時間: | 合計時間:                                                   | 合計時間:          | 合計時間:                             | 17:17 |

## クレジット
※出典
ビートルズ
- ジョン・レノン - リード・ボーカル、ハーモニー & バッキング・ボーカル、アコースティック・ギター、リズムギター、ハーモニカ、タンバリン、ハンドクラップ
- ポール・マッカートニー - リード・ボーカル、ハーモニー & バッキング・ボーカル、ベース、アコースティック・ギター、ピアノ、ハモンドオルガン、ハンドクラップ
- ジョージ・ハリスン - ハーモニー & バッキング・ボーカル、リードギター（6弦ギター、12弦ギター）、アコースティック・ギター、アフリカンドラム、ハンドクラップ、リード・ボーカル（B-7）
- リンゴ・スター - ドラム、タンバリン、マラカス、ティンパニ、カウベル、パッキング・ケース、ボンゴ、リード・ボーカル（B-3）

外部ミュージシャン・スタッフ
- ジョージ・マーティン - ピアノ、プロデュース

## チャート成績

### 週間チャート
| チャート (1964年 - 1965年)         | 最高位 |
| ---------------------------------- | ------ |
| オーストラリア (Kent Music Report) | 1      |
| ドイツ (Offizielle Top 100)        | 1      |
| UK アルバムズ (OCC)                | 1      |

| チャート（1987年）    | 最高位 |
| --------------------- | ------ |
| 日本 (オリコン)       | 7      |
| オランダ (MegaCharts) | 17     |
| UK アルバムズ (OCC)   | 45     |

| チャート（2009年）                     | 最高位 |
| -------------------------------------- | ------ |
| オーストリア (Ö3 Austria)              | 68     |
| ベルギー (Ultratop Flanders)           | 79     |
| ベルギー (Ultratop Wallonia)           | 96     |
| フィンランド (Suomen virallinen lista) | 35     |
| イタリア (FIMI)                        | 84     |
| 日本 (オリコン)                        | 41     |
| ニュージーランド (RMNZ)                | 40     |
| スペイン (PROMUSICAE)                  | 74     |
| スウェーデン (Sverigetopplistan)       | 31     |
| スイス (Schweizer Hitparade)           | 65     |
| UK アルバムズ (OCC)                    | 56     |

### 月間チャート
| チャート (1965年)                           | 最高位 |
| ------------------------------------------- | ------ |
| 日本 (ミュージック・マンスリー洋楽チャート) | 1      |

## 認定
| 国/地域                        | 認定     | 認定/売上数 |
| ------------------------------ | -------- | ----------- |
| アルゼンチン (CAPIF)           | Platinum | 60,000^     |
| オーストラリア (ARIA)          | Gold     | 35,000^     |
| カナダ (Music Canada)          | Gold     | 50,000^     |
| ニュージーランド (RMNZ) 再発盤 | Platinum | 15,000^     |
| イギリス (BPI)                 | Gold     | 100,000^    |
| アメリカ合衆国 (RIAA)          | Platinum | 1,000,000^  |
| ^ 認定のみに基づく出荷枚数     |          |             |

 英国レコード産業協会による認定は、1994年以降の売上によるもの。